# 喙骨

鳥類翅膀的骨骼和肌肉解剖圖，最左側的骨骼即為喙骨

喙骨又稱鸟喙骨，是一副成對的骨骼，是許多脊椎動物肩部結構的一部分。獸亞綱的哺乳動物（有袋動物和胎盤動物）無此部位，其喙突是肩胛骨的一部分，但這與大多數其他動物的喙骨並不同源。
喙骨連接肩胛骨和胸骨的前端，並且在背側表面上有一個凹口，該凹口與肩胛腹側表面上的一個類似的凹口一起形成一個插槽，在該插槽中連結肱骨的近端。喙骨突（acrocoracoid process）是與該接觸表面相鄰的擴張，而肱二頭肌的肩膀末端附著於這一擴張表面。在鳥類（通常是獸腳類動物和相關動物）中，整個單元是僵硬的，稱為肩胛喙骨（scapulocoracoid）。這在鳥類飛行中起主要作用。在恐龍中，胸帶的主要骨骼是肩胛骨和喙骨，它們都與鎖骨直接相連。